# Laura Pausini
Laura Pausini (* 16. května 1974) je italská zpěvačka pop music, populární v několika evropských zemích, v Latinské Americe a na Středním východu. Hovoří plynně několika jazyky a nahrála píseň v italštině, portugalštině, španělštině, francouzštině a angličtině.

## Biografie
Narodila se a vyrůstala ve městě Solarolo v provincii Ravenna, oblast Emilia-Romagna. Už od svých osmi let se aktivně podílela na hudebním poli a společně se svým otcem Fabriziem (hudebník a zpěvák) začala zpívat v místních piano barech. Ve 13 letech přišla první zkušenost s nahráváním alba I sogni di Laura (Laura's Dreams), vydané jejím otcem roku 1987. V roce 1993 vyhrála s jednou ze svých nejznámějších písní La solitudine („Osamělost“) prestižní italský hudební festival Sanremo.
Jako přirozený důsledek soutěže podepsala smlouvu s nahrávací společností Warner Music Itálie a vydala své první profesionální album Laura Pausini (1993), jež mělo obrovský úspěch především v Itálii, Francii, ale i Holandsku. Její druhé album Laura vydané v roce 1994 mělo takový úspěch, že jí nahrávací společnosti začaly nabízet nahrávání ve španělštině. Na konci roku 1994 bylo uvolněno španělské album, byla to kompilace s upravenými verzemi hitů z jejich prvních dvou italských alb. Album bylo natolik úspěšné, že se o jejím jméně začalo mluvit i ve španělsky mluvících zemích. Píseň Se fue byla jedna z nejvíce hraných písní roku 1995 na latinském žebříčku.
Její první kompilace hitů přišla v roce 2001 v italské a španělské verzi: The Best of Laura Pausini. V roce 2003 opět dostává od Luciana Pavarottiho pozvánku na koncert Pavarotti and Friends. V roce 2004 byla vydána deska Resta in ascolto, která potvrdila její velký úspěch jak doma v Itálii, tak v zahraničí. Španělská verze alba Escucha vynesla Lauře cenu Latin Grammy Award v kategorii nejlepší ženské popové album v únoru 2006. 2. června 2007 se Laura Pausini stala první zpěvačkou, která zpívala na stadionu San Siro v Miláně před davem cca 70 000 diváků. Později ve stejném roce byl koncert vydán na CD a DVD a stal se velmi úspěšný v Itálii a ve Španělsku. Dne 8. listopadu 2007, Laura vyhrála Latin Grammy Award za nejlepší ženské album Yo Canto (ve španělské verzi alba Io Canto) s prodejem přes 2 miliony kusů po celém světě. V roce 2008 Laura strávila většinu svého času ve studiu nahráváním dalšího nového alba. Její nové CD s názvem Primavera in Anticipo bylo vydáno 14. listopadu 2008 v Itálii. V roce 2009 proběhne World Tour 2009, během kterého zpěvačka navštíví všechny kontinenty. Z roku 2011 je album Inedito, nahrané opět i ve španělské verzi.
V roce 2020 zpěvačka vydává v pěti jazycích píseň Io sì (Seen), která je zároveň titulní písní k novému filmu Život před sebou (La vita davanti a sé), v něm hlavní roli ztvárnila Sophia Lorenová. Píseň získala Zlatý globus v kategorii Nejlepší původní píseň a byla nominována též na cenu Oscar.
V roce 2022 moderovala společně s Alessandrem Cattelanem a Mikou Eurovision Song Contest, ten rok pořádánou v Turíně.

## Ocenění
Billboard Latin Music Awards
- 2006: Nejlepší ženský latin pop song roku – "Víveme"

Grammy Awards
- 2006: Nejlepší Latinské Pop Album – "Escucha"

Latin Grammy Awards
- 2005: Nejlepší ženské popové album – "Escucha"
- 2007: Nejlepší ženské popové album – "Yo Canto"

Premio Lo Nuestro
- 1995: Nejlepší nováček pop-music
- 2006: Nejlepší zpěvačka pop-music

World Music Awards
- 1994: Italský autor s nejvíce prodanými kusy nosičů
- 2003: Italský autor s nejvíce prodanými kusy nosičů
- 2007: Italský autor s nejvíce prodanými kusy nosičů

ASCAP Latin Music Awards
- 2002: Nejlepší popová balada – "Volveré junto a ti"
- 2006: Nejlepší popová balada – "Viveme"
- 2006: Nejlepší téma pro Mýdlovou operu – "Viveme"
- 2007: Nejlepší popová balada – "Como si no nos hubieramos amado"

Platinum Europe Award
- 1996: Evropský prodej převyšující 1.mil. EUR – album "Laura Pausini"
- 1996: Evropský prodej převyšující 1.mil. EUR – album "Laura"
- 1997: Evropský prodej převyšující 1.mil. EUR – album "Le cose che vivi"
- 2002: Evropský prodej převyšující 1.mil. EUR – album "The best of Laura Pausini"

## Diskografie

### Studiová alba
| Rok  | Album                                         |
| ---- | --------------------------------------------- |
| 1993 | Laura Pausini                                 |
| 1994 | Laura                                         |
| 1994 | Laura Pausini                                 |
| 1996 | Le cose che vivi                              |
| 1996 | Las cosas que vives                           |
| 1998 | La mia risposta                               |
| 1998 | Mi respuesta                                  |
| 2000 | Tra te e il mare                              |
| 2000 | Entre tú y mil mares                          |
| 2001 | The Best of Laura Pausini: E ritorno da te    |
| 2001 | Lo mejor de Laura Pausini: Volveré junto a ti |
| 2002 | From the Inside                               |
| 2004 | Resta in ascolto                              |
| 2004 | Escucha                                       |
| 2006 | Live in Paris 05                              |
| 2006 | Io canto                                      |
| 2006 | Yo canto                                      |
| 2007 | San Siro 2007                                 |
| 2008 | Primavera in anticipo                         |
| 2008 | Primavera anticipada                          |
| 2011 | Inedito                                       |

### Spolupráce
- Jose El Frances – "Dime"
- Miguel Bosè – "Te Amare" (2007)
- Nek – "Tan Solo Tú" / "Sei Solo Tu" (2003)
- Sin Bandera – "Como tú y como yo" (2005)
- Andrea Bocelli – "Dare To Live" (2007)
- Juanes – "Mi libre cancion" / "Il mio canto libero" (2007)
- Tiziano Ferro – "Non me lo so spiegare" / "No me lo puedo explicar" (2007)
- Garou – "Volare" (2008)
- James Blunt – "Primavera in anticipo" / "Primavera anticipada" (2008)

### DVD
| Rok  | Album                                   |
| ---- | --------------------------------------- |
| 1999 | Laura Pausini Video Collection          |
| 2001 | Live 2001–2002 World Tour – Gold Brazil |
| 2004 | Resta in ascolto/Escucha Deluxe Edition |
| 2005 | Live in Paris 05                        |
| 2007 | San Siro 2007                           |

Inedito special edition 2012